# Bremsbilen
Bremsbilen eller Julius Brems’ Motorvogn model 1, type A, er en af de første danskfremstillede biler. Den kørte første gang, 5. juli 1900 i Viborg.
Julius Brems hørte at der i Tyskland og Frankrig blev gjort forsøg med at få en forbrændingsmotor til at drive et 4-hjulet køretøj. I den tyske by Eisenach havde en cykelfabrik etableret et samarbejde med en motorfabrik fra Frankrig, Brems sendte i 1899 derfor sine sønner Aage og Jakob til Tyskland på cykel, hvor de skulle søge arbejde og angiveligt foretage en form for industrispionage for deres far. Efter syv måneders ansættelse vendte sønnerne hjem til Viborg med viden og forskellige tegninger om hvordan man producerede en bil.
Hele foråret år 1900 arbejde familien Brems på deres bil, og tidligt om morgenen den 5. juli 1900 kunne de for første gang teste bilen. De kørte ned ad Dumpen i det laveste af biles to gear, og fortsatte derefter ud mod Hald med 15 kilometer i timen inden der opstod problemer med motoren. De hjemmelavede tændrør brændte sammen, og bilen måtte skubbes til Viborg af nogle soldater der kom forbi Julius Brems og sønnerne. Efter en reparation på værkstedet, kom bilen igen ud og køre samme eftermiddag, og denne gang kunne de fortsætte deres kørsel rundt i Viborg. Fra 1900 til 1907 producerede Brems i alt 8 biler, men måtte opgive produktionen på grund af dårlig økonomi. Fabrikken blev dog den første danske bilfabrik.
En kopi af Julius Brems’ Motorvogn model 1, type A blev i 2007 fremstillet i 2 eksemplarer, på baggrund af de originale tegninger der var bevaret hos sønnen Jakobs barnebarn. Det ene eksemplar står udstillet på Viborg Museum, i mens det andet er aktivt i Viborgs gader ved specielle lejligheder.